# Les Longs Manteaux
Pour plus de détails, voir Fiche technique et Distribution.
Les Longs Manteaux est un film franco-argentin réalisé par Gilles Béhat, qui conjugue le drame et l'action sur une structure de western-spaghetti.
Après des années de totalitarisme, la Bolivie vient en 1982 de se donner un gouvernement démocratiquement élu. L'opération de libération décidée par le nouveau gouvernement d'un écrivain démocrate est orchestrée comme un piège pour anéantir les Longs Manteaux, un groupe de militaires réactionnaires.
Tourné en 1986 ce film constitue une libre adaptation d'un roman de Georges-Jean Arnaud Les Longs manteaux paru en 1971.

## Synopsis
Loïc Murat est français, géologue et solitaire prospectant l'étain dans la montagne bolivienne. Mais il a le don de se trouver où il ne faut pas. Aussi, quand il est arrêté sur la route, non loin de la frontière entre la Bolivie et l'Argentine, par un homme et une jeune femme accidentés qui lui demandent expressément de les emmener à Villazon, il sent bien que quelque chose ne va pas. D'autant qu'au village, "les longs manteaux", comme il les appelle, un groupe d'extrême-droite, se multiplient, faisant régner la terreur. Non sans réticence, Julia finit par lui confier qu'elle est la fille de l'écrivain démocrate argentin Juan Mendez, "la conscience de l'Amérique latine". Emprisonné sous le régime du général Vinchina, il vient d'être gracié par le nouveau gouvernement. Sa libération a été tenue secrète et il doit arriver à Villazon par le train, protégé par une escorte militaire contre Vinchina qui s'est juré qu'il ne quitterait pas la Bolivie vivant. Son compagnon ayant disparu, Julia Mendez tente avec Loïc Murat de rejoindre l'Argentine, mais ils sont interpellés à la frontière par des militaires. Bientôt libres, grâce "au sens de l'improvisation" du Français et à la division des soldats boliviens entre légalistes et extrémistes, ils entreprennent, aidés par quelques amis, de résister aux longs manteaux et lancent un message radio qui n'empêchera pas le train d'atteindre Villazon où le piège se referme avec l'arrivée du général Vinchina. Dans le train aussi, des affrontements opposent les ultras aux soldats qui protègent Juan Mendez sous l’œil et l'appareil-photo du reporter Laville et la protection de l'écrivain se réduit finalement au lieutenant Lama. Dès que le convoi est entré en gare, le général Vinchina découvre que Juan Mendez est mort naturellement, d'une crise cardiaque, depuis plusieurs jours et que sa "libération" est une vaste machination, œuvre du colonel Garcia, qui a endossé l'identité de l'écrivain le temps du voyage pour piéger les longs-manteaux. Pendant que l'armée gouvernementale qui encerclait Villazon en secret donne l'assaut et décime les longs manteaux, Garcia tue Vinchina avant de l'être par Loïc Murat. Mais, pour Julia Mendez et pour l'Histoire, l'écrivain sera tombé sous les balles de Vinchina, tel qu'en témoigne l'image diffusée au monde entier du reporter photographe Laville.

## Fiche technique
- Titre : Les Longs Manteaux
- Titre argentin : Expreso a la emboscada
- Réalisateur : Gilles Béhat
- Scénario et adaptation : Jean-Louis Leconte et Gilles Béhat
- Photographie : Ricardo Aronovitch
- Son : Paul Lainé
- Mixage : Dominique Hennequin et Gérard Lamps
- Montage : Geneviève Vaury
- Musique : Jean-François Léon
- Producteur : Adolphe Viezzi et Henri Lassa
- Format : couleur
- Genre : Drame et action
- Durée : 106 minutes
- Date de sortie : 19 février 1986

## Distribution
- Bernard Giraudeau : Loïc Murat
- Claudia Ohana : Julia Méndez
- Robert Charlebois : Laville
- Federico Luppi : Colonel García
- Ricardo Darín : Lieutenant Lama
- Oscar Martínez : Figueras
- Victor Laplace : père Césario
- Franklin Caicedo : Général Vinchina
- Cipe Lincovsky : Florida
- Dario Grandinetti : Gayta
- Raul Rizzo : Zaraté

## Lieux de tournage
Le film a entièrement été tourné en Argentine, notamment à Humahuaca, province de Jujuy.

## Commentaires
Les armes et les uniformes visibles sont ceux de l'Armée de terre argentine.